# Asociación de Fútbol de Tanzania
La Asociación de Fútbol de Tanzania (del inglés: Tanzania Football Federation); abreviado TFF; en suajili: Shirikisho la Mpira wa Miguu Tanzania es el organismo rector del fútbol en Tanzania. Fue fundada en 1930, desde 1964 es miembro de la FIFA y de la CAF. Organiza el campeonato de Liga, así como los partidos de la selección nacional en sus distintas categorías.